# フォルカー・フィンケ
フォルカー・フィンケ（Volker Finke、1948年3月24日 - ）は、ドイツ出身の元サッカー選手、サッカー指導者。

## 経歴

### 選手として
生まれ故郷の地元クラブTSVベーレンボルステルでキャリアをスタートし、その後はTSVハフェルゼ、ハノーファーシャーSC 1893、TSVシュテーリンゲンなど下位リーグのアマチュアクラブでプレーする。

### 指導者として
1974年に選手としても所属し、当時西ドイツ10部に所属していたTSVシュテーリンゲンで指導者としてのキャリアをスタート。
1986年には同じく古巣のTSVハフェルゼに監督として復帰。人口6万人未満の小さな街のセミプロチームを立て直し、1990年にはドイツサッカーの全国リーグであるブンデスリーガの2部に昇格させる。1990年までは生まれ故郷のニーンブルク・ヴェーザーの高校「アルベルト・シュヴァイツァー・シューレ」で社会学とスポーツ学の教師として働いていた。

#### SCフライブルク監督
1.SCノルダーシュテットで1年間指導をした後、1991年7月に当時同じくブンデス2部に所属していたSCフライブルクの監督に就任した。このとき、「あなたはドイツでも最高レベルの指導者を得られたと思う。しかしあなたの権力は明日から半減される、ということを理解した方が良い」とフィンケを監督に招聘したSCフライブルクの会長に対して1.SCノルダーシュテットの会長がコメントしている。
フィンケ監督率いるSCフライブルクは、それまでのカウンター頼みの退屈なサッカーとの批判もあった堅守を売りとするスタイルを一転させ、ショートパスを多用し、流れるようなパスワークを展開しゴールを量産するスタイルとなった。就任2年目となる1993年には、クラブ史上初となる2部優勝を果たし、ブンデスリーガ1部へ昇格した。こうしたSCフライブルグの躍進は、当時マンマークとリベロの全盛であったドイツサッカー界に新風を吹き込み、「ドイツで最もモダンなサッカー」とも評価され、ドイツの他クラブにも多大な影響を与えた。
1995年にはヴェルダー・ブレーメンやバイエルン・ミュンヘン、ボルシア・ドルトムントなどブンデスリーガの名門クラブを次々と破り、3位というクラブの歴史上最も優れた結果を残し、翌1996年には同じくクラブの歴史上初となるUEFAカップ本大会出場も果たすなど、ドイツ・ブンデスリーガでも旋風を巻き起こした。
フィンケは1991年から2007年までの16年間、SCフライブルク監督を務めた。これは2023年9月にFCハイデンハイムのフランク・シュミット監督に抜かれるまでドイツ・プロサッカー界における監督としてのクラブ所属最長記録であった。またSCフライブルクは、フィンケ政権中にフィンケのコンセプトの下、クラブの規模からすれば破格の金額である6500万ユーロ以上の金額を施設投資にあてている。
フィンケ退任の際、サポーターのみならず多くの選手もこの決断に反発し、反対運動が起きた。退任後、ドイツ国営放送にて「どのようなクラブからのオファーならば受託するのか」という質問に対してフィンケは、「（クラブの）お金よりはコンセプト、ビッグネームよりは哲学」と答えている。

#### 浦和レッズ監督
2008年12月、2009年シーズンからJ1・浦和レッドダイヤモンズの監督に就任することが発表された。自身初の海外での監督業挑戦となった。
就任1年目は、これまで浦和が行なってきたカウンター重視のスタイルから、ポゼッションを重視するパスサッカーへの移行を推進。また、育成重視を志向するクラブの方針もあって、他クラブからの補強を行なわずに新戦力獲得を新人のみに抑え、若手選手への世代交代を図った。開幕戦で17歳の原口元気をスタメン起用したのを皮切りに、山田直輝や高橋峻希（後に神戸へ移籍）といった10代の選手に対し積極的に出場機会を与え、4月には首位に立つなど前年不振に終わった浦和の復活を予感させる躍進で、2位で前半戦を折り返した。
しかし後半戦に入り、当時Jリーグワーストの14連敗を記録していた大分トリニータに敗れるなどリーグ戦7連敗を喫し、上位から陥落。その後も不安定な戦いが続き、最終的に6位という成績に終わった。また、天皇杯2回戦では当時4部相当の北信越フットボールリーグに所属するアマチュア主体の社会人チームであった松本山雅FCに0-2で敗戦したことをきっかけに進退問題へと発展。最終的に2010年シーズンも指揮を執ることとなったが、田中マルクス闘莉王（後に名古屋へ移籍）など、一部の主力選手との確執も噂されるなど、日本での監督就任初年度はフィンケにとっても不本意なシーズンとなった。
またこの年、敗戦したサンフレッチェ広島戦後の会見で、相手からタックルを受けながら倒れなかったエスクデロ・セルヒオに対し「ペナルティーエリア内でファウルを受けたのだから倒れるべきであった」と発言したところ、シミュレーションを助長したととられ、犬飼基昭日本サッカー協会会長（浦和レッズ元社長）がフィンケと橋本光夫社長に苦言を呈すなど物議を醸し、後日フィンケが釈明する事態となった。
結果が求められた2010年は、柏木陽介、マシュー・スピラノビッチ、フライブルク時代の教え子であるウィルフリード・サヌと、自らの要望で多数の即戦力選手を獲得し、前年と同様に4月に首位に立つなどスタートダッシュに成功する。しかしW杯南アフリカ大会による中断明けの夏場には、7月と8月に下位クラブ相手のものを含めて5敗を喫し、優勝争いから後退した。この結果が発端となり、毎年行われているトークイベント「Talk on together」でサポーター400人と直接質疑応答の機会を設けるという、シーズン中としては異例の事態も起きた。その後も、リーグ戦最終節でも降格圏にいたヴィッセル神戸に0-4の大敗を喫するなど最後まで成績は上がらず、結局前年を下回る10位に終わった。
2年続けて満足な成績を残すことが出来なかった一方で、浦和のサッカースタイルを大きく転換させたこと、若手を次々とレギュラーに抜擢し成長させたこと、多くの選手からの信頼やチームの雰囲気は決して悪くなかったことなどから、フィンケに対する評価はマスメディアやサポーターの間でも肯定派と否定派に大きく割れ、2011年の去就が注目された。しかしこの頃になると、チーム作りの方針やメディアへの対応などを巡り、フィンケとフロントの軋轢が表面化。結局、2010年をもって契約の非更新が決定し、浦和での指導は2年間で終わった。

#### ケルンスポーツディレクター
2011年より、1.FCケルンのスポーツディレクターに就任し、同年11月から同クラブ取締役も兼任して務める。しかし、2012年3月、ケルンの全ての役職を辞任して退団。自らが監督に招聘したストーレ・ソルバッケンとの対立が原因と報道されている。同年7月、監督在任時のクラブフロントとの軋轢により実質的な喧嘩別れとなっていた浦和と"復縁"し、選手の紹介やチーム運営のアドバイスを行う。

#### カメルーン代表監督
2013年5月、フィンケはカメルーン代表の監督に就任。彼自身にとっては3年ぶりの現場復帰、かつ初めて代表チームでの指揮となった。カメルーン代表はアフリカ予選を勝ち抜き、2014 FIFAワールドカップ（W杯ブラジル大会）に出場したが、2014年6月の本大会では協会と主力選手との対立もあってチームは振るわず、3連敗でグループリーグ敗退となった。しかし、フィンケはその後も監督にとどまり、2015年1月のアフリカネイションズカップ2015（赤道ギニア大会）にも参加したが、こちらも2分1敗でのグループリーグ敗退に終わり、さらには成績不振により2015年の10月23日に解任された。

#### 講演・そのほかの活動
- 幾度となくドイツやフランスサッカーコーチ連盟が主催している国際会議でスペシャルゲスト講師として招待され、主に「コンビネーションサッカー」などについてセミナーを行っている。
- 「クラブの投資はまず足（選手）より石（施設）に」というドイツで有名な格言の生みの親。
- 2008年UEFAヨーロッパ選手権オーストリア・スイス大会ではスイス国営放送のコメンテーターとして活動していた。

## 人物

### サッカー観
「ショートパスをベースとした攻撃フットボール」のサッカーが身上。運動量が豊富で守備能力と意識の高い献身的なプレースタイルや、ショートパスを多用したビルドアップ能力に優れている選手を高く評価する。生粋のストライカーは滅多に起用せず、細かなパス回しとMFの走り込みを組み合わせた攻撃サッカーを志向する。
1990年代前半、SCフライブルクを率いてドイツ・ブンデスリーガに昇格した際には「お金が支配するプロサッカー」や「フットボールの本質を捉えないテレビ番組」などをテレビや雑誌などを通して痛烈に批判し、「プロサッカー業界の異端児」として有名になった。ドイツのフットボール専門ディベート番組などでは最も評価の高い、しかし自らのメディアでの露出にあまり好感を持っていないために滅多に招待することができない人物として知られている。

### エピソード
- フィンケの支持者には特に「インテリ層」が多く、ノーベル文学賞を受賞したギュンター・グラスやドイツ・サッカー協会会長のツヴァンツィガーなどがその代表格。
- 緑の党の支持者であり、SCフライブルクで監督を務めていた際にはクラブのサポーターと共に移民の受け入れサポートやアフリカ救援、外国人排除反対の活動など、政治的もしくは社会的な活動も行っていた。
- フィンケの意向によりドライザム・シュターディオンの拡大・修築工事の際にはスタジアムの屋根にソーラーエネルギー用のパネルが敷かれ、スタジアムで利用するほぼ全ての電気をソーラーエネルギーによって得ることができるようになった。また芝暖房もエコ・エネルギーが利用され、ドイツで最も環境に優しいスタジアムの1つに生まれ変わった。
- 妻のラインヒルト・フィンケは映画監督。夫の浦和監督在任にともなう来日中に日本の食品流通システムに関心を抱き、ドキュメンタリー映画「東京の胃袋」を制作した[6][7]。

## 監督成績
| 年度   | 所属   | クラブ | リーグ戦 | リーグ戦 | リーグ戦 | リーグ戦 | リーグ戦 | リーグ戦 | カップ戦       | カップ戦  |
| 年度   | 所属   | クラブ | 順位     | 試合     | 勝点     | 勝       | 分       | 敗       | ナビスコ杯     | 天皇杯    |
| ------ | ------ | ------ | -------- | -------- | -------- | -------- | -------- | -------- | -------------- | --------- |
| 2009   | J1     | 浦和   | 6        | 34       | 52       | 16       | 4        | 14       | ベスト8        | 2回戦敗退 |
| 2010   | J1     | 浦和   | 10       | 34       | 48       | 14       | 6        | 14       | 予選リーグ敗退 | ベスト8   |
| J1通算 | J1通算 | J1通算 | -        | 68       | 100      | 30       | 10       | 28       |                |           |

## タイトル

### 指導者時代
SCフライブルク
- 2. ブンデスリーガ:2回（1992-93、2002-03）

個人
- キッカー誌年間最優秀トレーナー:1回（1995）
- ドイツサッカー連盟生涯功労賞（2019）